# Johan Bensalla
Pas d'image ? Cliquez ici

a Compétitions nationales et continentales officielles uniquement.

b Matchs officiels uniquement.
Dernière mise à jour le 25 octobre 2022.
Johan Bensalla (en arabe : جوهان بنسلا), né le 1er avril 1991 à Saint-Jean, est un joueur international algérien de rugby à XV qui évolue au poste de demi d'ouverture ou demi de mêlée au sein de l'effectif de Lombez Samatan en Fédérale 1.

## Biographie

### Carrière en club
Johan Bensalla, né le 1er avril 1991 à Saint-Jean dans le département de la Haute-Garonne, découvre le rugby à l'âge de cinq ans, dans son village, à l'US Verfeil, près de Toulouse.
Puis, en cadets il intègre l'ASV Lavaur, où il montre très tôt ses qualités, et joue avec l'équipe première en Fédérale 1 à l'âge de dix-huit ans. Il y reste jusqu'à la descente du club en Fédérale 2, lors de la saison 2013-2014.
Puis, en 2014, il répond favorablement aux avances de Lombez Samatan en Fédérale 2. Sa première saison au club est couronnée d’une montée en Fédérale 1, dont il est un grand artisan. Il y joue durant quatre saisons, puis signe en 2018 à l'Avenir valencien,.

### En équipe nationale
Johan Bensalla a honoré sa première cape internationale en équipe d'Algérie le 18 décembre 2015 contre l'équipe de Tunisie au Stade Ahmed-Zabana d'Oran, en Algérie. Il inscrit trois pénalités, et une transformation. Victoire des algériens 16 à 6,.
Le 24 décembre 2016, il est de nouveau appelé en sélection pour participer au Tri-nations maghrébin au Stade Ahmed-Zabana d'Oran, en Algérie. Lors de ce tournoi, il dispute les deux rencontres, et inscrit deux pénalités face au Maroc, défaite 11 à 12, et cinq pénalités face à la Tunisie, défaite 15 à 16.
Le 4 novembre 2017, il joue contre l'équipe de Zambie lors de la finale de la Bronze Cup au Leopards Rugby Club Stadium de Mufulira, en Zambie. Il inscrit deux pénalités et deux transformations. Le XV aux deux Lions s'impose sur le score de 30 à 25, et s’assurant une place au niveau supérieur,.
En décembre 2017, il est sélectionné pour participer au Tri-nations maghrébin au Stade municipal d'Oujda au Maroc. Après une victoire des algériens 36 à 13 face à la Tunisie, durant laquelle il inscrit une pénalité. Il inscrit deux drops le 23 décembre lors de la défaite 20 à 13 face au Maroc.
Le 20 octobre 2018, il est de nouveau appelé en sélection pour participer à la finale de la Rugby Africa Silver Cup contre l'équipe de Zambie, à Mufulira en Zambie.
Il inscrit une pénalité et trois transformation, l'Algérie remporte la finale 31 à 0, ce qui lui permet d'accéder à la Rugby Africa Gold Cup l'année suivante.
L'édition 2019-2020 de la Rugby Africa Cup est finalement annulée en raison de la pandémie de Covid-19.
En juillet 2021, il est de nouveau appelé en sélection par le sélectionneur Boumedienne Allam, pour participer au premier tour de la Rugby Africa Cup à Kampala en Ouganda, contre l'équipe du Ghana et de l'Ouganda. Après une défaite 22 à 20 contre le Ghana, le XV aux deux Lions s'impose face au pays hôte 16 à 22 et se qualifie pour le Top 8 africain. Bensalla est titulaire face au Ghana, puis forfait face à l'Ouganda.

## Statistiques en équipe nationale
- International algérien : 8 sélections depuis 2015.
- Sélections par année : 1 en 2015, 2 en 2016, 3 en 2017, 1 en 2018, 1 en 2021.

## Palmarès

### En sélection
- Champion d’Afrique Bronze Cup 2017.
- Champion d’Afrique Silver Cup 2018.